# PiCCO
PiCCO （Pulse Contour Cardiac Output，脈搏波形心輸出監測）由德國慕尼黑的普生醫療系統（Pulsion Medical Systems）研發，用于监视重症病人的重要血液动力学和循环功能，商品名使用PiCCO品牌，用于监测休克 ， 急性呼吸窘迫症候群 （ARDS）、嚴重心衰竭、多重外傷、燒傷以及重大手術期間的血液循環和血容。 

## 生理學基礎
該方法先依據Stewart-Hamilton法，使用經肺熱稀釋法進行校正，以測量心輸出。然後再由脈搏波型分析連續測量心輸出。與使用肺動脈導管相比，連續測量可提供更多的趨勢分析，用以調整輸液治療，操作簡便，價格便宜的優點。缺點是需要以肺熱稀釋法定期校正。 

### 經肺熱稀釋
將固定體積的等張鹽水或葡萄糖溶液冷卻至10°C以下，然後經靜脈快速注射（最好是經由中心靜脈）。冷的液體依序通過右心房、右心室、肺血管、左心，而進入體循環。在測量點（例如股動脈）測量血液溫度，記錄熱稀釋曲線。此乃取決於心輸出量以及血管和血管外空間的液體量。心臟的前負荷可以整體舒張末期容積（global end-diastolic volume, GEDV）或胸腔內血容量（intrathoracic blood volume, ITBV）得知。另外還可以計算血管外肺水量（extravascular lung water, EVLW）以判斷病人是否即將發生肺水腫。另外還可以評估心肌的收縮力（參數為dPmax，GEF，CPI）。 
根据法蘭克－史達林机制，收缩力 ，前負荷和後負荷可決定心輸出量 。 

### 脈搏波形分析
使用熱稀釋法校正後，便可以連續監測動脈血压，並使用脈搏波形分析以持續監測心輸出。心臟的搏出量與血壓波形曲線下方面積成比例；乘以心率便可得到心輸出。另外還可以算出心搏量與體循環血管阻力的變異數。 

## 測量方法
需要裝置兩條導管： 
- 中央静脉导管，末端位于上腔静脉靠近心脏的位置，以及
- 盡可能靠近心臟的動脈導管（其尖端附有熱敏電阻，可測溫並可監測血壓）。首選血管是腋動脈，肱動脈或股動脈。

根據冷液體由靜脈導管注入到抵達動脈導管的時間差，以及稀釋情形，可以計算出心輸出量以及有關前負荷與肺水腫的容積參數。此方法不需要使用肺動脈導管測量壓力。 

## 判讀
除了前負荷的參數（ITBV和GEDV）以外，通氣期間動脈壓力曲線的波動，可以用來判斷病人是否對於輸液治療有反應（即註入的液體對循環的影響）。在無心律不整而使用呼吸器換氣的病人（無自發呼吸），使用PiCCO測得搏出量變異（stroke volume variation，SVV）大於10-12％，顯示血管內容積不足。 
與基於壓力的血液動力監測（例如肺動脈導管）相比，本法測量的是「容積」參數。例如使用肺動脈導管估計前負荷時，是測量肺動脈阻塞壓（「楔壓」），但使用PiCCO時，則是基於GEDV（整體舒張末期容積）估計ITBI（胸腔內血液容積指數）進行測量。其他參數（例如心臟指數（cardiac index, CI）和全身血管阻力指數（systemic vascular resistance index, SVRI））在兩者以相同的方式得到。計算前負荷參數，心臟指數和全身阻力，有助於見別休克形式並決定適當的治療措施。由於病人體型不一，為了比較測得的參數，建議以體表面積校正（所得的參數稱為指數，例如intrathoracic blood volume 校正後為intrathoracic blood index）。 
利用壓力參數變化以監測容積参数，已有證據可改善病人治療後果   研究顯示，至少在預測輸液對心輸出量的影響方面，使用容積參數要比測量壓力來得有效。 
PiCCO測量值乃監測供應端（對器官供應氧氣）。但是在Rivers對於早期敗血症治療的研究中 還使用了中央靜脈氧含量（ScVO2）以監測耗氧量。近來監測方式乃同時監測氧合平衡（即氧氣供應量與消耗量之間的平衡），其會反映於ScVO2。 
与肺動脈导管相比，PiCCO优势在于测量用导管可以放置更长的时间，导管也无需通过心脏和心脏瓣膜，因此减少安装过程中的复杂性和经济因素是重大的優點。在TISS分数中也納入了這兩個測量系統。 
對於右心衰竭，肺動脈導管仍然具有重大優勢。但在其他形式的休克，PiCCO監測較佔優勢。 
PiCCO系統的可校正性主要提供有關流量，前負荷、後負荷、收縮力等的生理數據。重新校正也使連續心輸出量測量能適應極端情況，因而可補償休克、血管加壓藥物等等所造成的影響。 